# خلل طلاقة الكلام
عدم طلاقة الكلام، ويطلق عليها أيضا بخلل طلاقة الكلام، هو أي من تقطع بالجمل، والعيوب، أو المفردات غير المعجمية التي تحدث داخل تدفق الكلام بطلاقة خلاف ذلك. وتشمل هذه «بدايات خاطئة»، أي كلمات وجمل مقطوعة في منتصف النطق؛ العبارات المعاد تكرارها أو المقاطع المتكررة والمكررة؛ «الحشو»، أي همهمات أو الألفاظ غير المعجمية مثل " huh " و"uh" و"erm" و"um" و"well" و"so" و"like" و" hmm "؛ والألفاظ «التي تم إصلاحها»، أي أمثلة على قيام المتحدثين بتصحيح زلات اللسان أو النطق الخاطئ (قبل أن يحصل أي شخص آخر على فرصة لذلك). يُزعم أن «هوه» هو مقطع لفظي عالمي.

## الحشو
الحشو هي أجزاء من الكلام لا يتم التعرف عليها عمومًا على أنها هادفة أو تحتوي على معنى رسمي، وعادة ما يتم التعبير عنها في شكل توقف مؤقت مثل "uh" و"like" و"eh"، ولكنها تمتد أيضًا إلى الإصلاحات («كان يرتدي الأسود — أه، أعني قميصًا أزرق وقميصًا أزرق»)، ومشكلات في النطق مثل التلعثم. عادة ما يكون الاستخدام مرفوضًا في وسائل الإعلام مثل التقارير الإخبارية أو الأفلام، ولكنه يحدث بانتظام في المحادثات اليومية، ويمثل أحيانًا ما يزيد عن 20٪ من «الكلمات» في المحادثة. يمكن أيضًا استخدام الحشوات للتوقف عن التفكير («وصلت إلى الساعة 3 صباحًا»)، وعند استخدامها في هذه الوظيفة تسمى علامات التردد أو المخططين.

## الاعتماد على اللغة
كشفت الأبحاث في اللغويات الحاسوبية عن وجود علاقة بين اللغة الأم وأنماط عدم التوافق في الكلام المنطوق تلقائيًا. إلى جانب هذا البحث، هناك حسابات شخصية أخرى أبلغ عنها الأفراد.
وفقا لأحد المعلقين،[من؟]  يستخدم الأمريكيون وقفات مثل «أم» أو «إم»، ويشيع استخدام الإيرلنديين «إم»، يقول البريطانيون «آه» أو «إيه»، بينما يستخدم الفرنسيون "eh"، كما يقول الألمان "äh "(تُنطق eh أو er)، ويستخدم الهولنديون " eh "، ويستخدم اليابانيون " ā "، أو" anō "أو" to "، ويقول الأسبانيون " ehhh "(مستخدم أيضًا في العبرية) و" como "(عادةً ما يعني«إعجاب» ')، ويستخدم الأمريكيون اللاتينيون "este" (التي تعني عادةً «هذا») وليس الأسبان. بالإضافة إلى "er" و "uh"، يستخدم البرتغاليون "hã" أو "é".

## ابحاث
اقترحت الأبحاث اللغوية الحديثة أن الاختلالات غير المرضية قد تحتوي على مجموعة متنوعة من المعاني؛ غالبًا ما يعكس تكرار "uh" و "um" في اللغة الإنجليزية يقظة المتحدث أو الحالة العاطفية. لقد افترض البعض أن زمن "uh" أو "um" يُستخدم للتخطيط للكلمات المستقبلية. اقترح باحثون آخرون أنه يجب فهمها فعليًا على أنها كلمات وظيفية كاملة وليست حوادث، مما يشير إلى تأخير في الوقت المتغير الذي يرغب فيه المتحدث في التوقف دون التخلي طواعية عن السيطرة على الحوار. هناك بعض الجدل حول ما إذا كان يجب اعتبارها شكلاً من أشكال الضوضاء أو كجزء مليء بالمعنى من اللغة.
أصبح عدم إتقان الكلام أيضًا مهمًا في السنوات الأخيرة مع ظهور برامج تحويل الكلام إلى نص ومحاولات أخرى لتمكين أجهزة الكمبيوتر من فهم الكلام البشري.

## «هممم»
هممم هو تعجب (تدخل مؤكد) يستخدم عادة للتعبير عن الانعكاس أو عدم اليقين أو الاستيعاب المدروس أو التردد. يتم تصنيف «هممم» تقنيًا على أنه تدخل، مثل um وhuh وouch وerm وwow. الصوت الأول هو محاكاة للتنفس، والصوت الثاني، نظرًا لأن الفم مغلق، يمثل أن الشخص غير متأكد حاليًا مما سيقوله (يتم استخدام "erm" و "um" بالمثل). يشير حشو التوقف المؤقت إلى أن الشخص عاجز عن الكلام مؤقتًا، لكنه لا يزال منخرطاً في التفكير. يضيف تنوع النغمات والنغمات والأطوال المستخدمة فروقًا دقيقة في المعنى.

### علم أصول الكلمات
يتم استخدام التعبير في العديد من اللغات المختلفة، ولكن من الصعب العثور على أصل «هممم»، ويرجع ذلك أساسًا إلى أن «الكلمة طبيعية لدرجة أنها قد تكون ظهرت في أي وقت»، كما أوضح عالم لغوي في جامعة مينيسوتا وأحد خبير في أصول الكلمات، أناتولي ليبرمان. من الممكن أن إنسان نياندرتال قد استخدم كلمة «هم». يؤكد نيكولاس كريستنفيلد، عالم النفس في جامعة كاليفورنيا، سان دييغو، والخبير في فترات التوقف المملوءة، أن «هممم» تحظى بشعبية كبيرة نظرًا لأنها صوت محايد وأنه «من الأسهل قولها من أي شيء آخر». أقدم شهادات «هم» من شكسبير، «بكيت همهمة. . . لكن ماركته لا كلمة»(1598 شكسبير هنري الرابع، الجزء الأول الثالث. ط.154). قد يكون لفظا نشأ من تفريغ الحلق المعجمي.

### استخدم ككلمة حشو
"هممم" هي كلمة "حشو"، مثل " um " و " er ". اعتبر الكثيرون أن استخدام "هممم" من أجل "فترات توقف مملوءة" غباء وإظهار نقص في المهارة أو الكفاءة، لكن العديد من اللغويين يشهدون أن هذا الحكم غير مبرر. عادةً ما يتم نطق كلمة "هم" عندما يكون الشخص على دراية خاصة بمن يتحدث معه، ونتيجة لذلك يفكر بعمق فيما سيقوله. علاوة على ذلك، فإن استخدام "هم" غالبًا ما يكون تفاعليًا ومعرفيًا. الوظيفة التفاعلية لها علاقة بالأدب. لأنه إذا واحد مدعو شخص لطرف، وردت أي دون توقف شغل، لأنها قد تظهر وقحا. لكن الرد بـ "هم"، آسف، لا" قد يبدو أكثر تهذيباً، حيث يبدو أن المتحدث يفكر في العرض بدلاً من رفضه فجأة.

### استيعاب مدروس
عادةً ما يتم استخدام «هممم» أثناء «الاستيعاب المدروس»، أي عندما ينشغل المرء في تدفق الأفكار والجمعيات، مما يؤدي إلى استنتاج موجه إلى الواقع. يعد نطق «هم» مفتاحًا للشخص المحيط به لفهم أن الشخص يشارك حاليًا في الملاحظة المدروسة؛ إذا كان الشخص يفكر بصمت، فقد لا يكون المحيطون به متأكدين من أن الشخص يفكر حاليًا. يتم استخدام «أم» و«إيه» أيضًا أثناء الاستيعاب المدروس، ومع ذلك، عادةً ما يكون مدى استيعاب الفكر محدودًا عندما يتم نطق «أم» و«إيه» نظرًا لأنه يتم التحدث بها عادةً في منتصف الجملة، ولفترات زمنية أقصر من «هم». لهذا السبب، عادةً ما يرتبط الإدراك المدروس بنطق «هم».

## «هوه» - مقطع لفظي عالمي
أظهرت الأبحاث أن كلمة / مقطع لفظي "huh" ربما يكون المقطع الأكثر شهرة في جميع أنحاء العالم. إنه استفهام. هذا يعبر الجغرافيا واللغة والثقافات والجنسيات.